# Amtsgericht Maulbronn

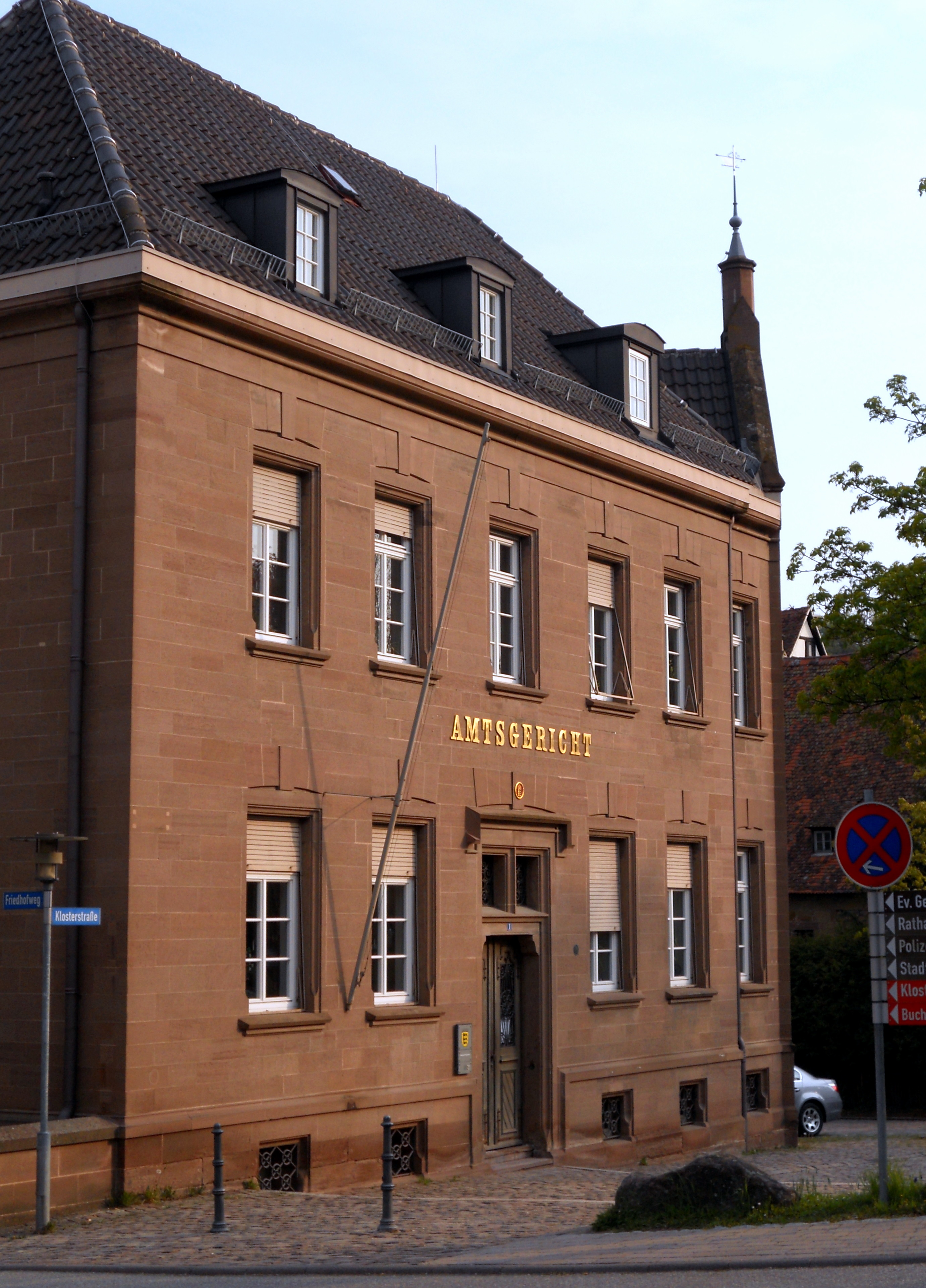
Amtsgericht Maulbronn

Das Amtsgericht Maulbronn ist ein Gericht der ordentlichen Gerichtsbarkeit in Baden-Württemberg und eines von acht  Amtsgerichten im Bezirk des Landgerichtes Karlsruhe.

## Geschichte
Das heutige Amtsgerichtsgebäude wurde im Jahr 1892 an der Stelle der im Jahre 1890 abgerissenen aus dem 15. Jahrhundert stammenden Klosterherberge erbaut.
Bis 1994 gehörte das im früher württembergischen Landesteil gelegene Amtsgericht Maulbronn zum Bezirk des Landgerichts Heilbronn; 1995 wurde es dem Bezirk des Landgerichts Karlsruhe zugeordnet.

## Gerichtssitz und -bezirk
Das Amtsgericht hat seinen Sitz in Maulbronn.
Der Gerichtsbezirk umfasst die Gemeinden Maulbronn, Mühlacker (mit über 25.000 Einwohnern die größte Gemeinde im Bezirk), Ötisheim, Sternenfels, Wiernsheim, Illingen, Wurmberg, Knittlingen, Friolzheim, Heimsheim, Mönsheim und Wimsheim. Mit Ausnahme der letztgenannten vier Gemeinden entspricht er damit dem Bezirk des früheren Oberamts Maulbronn.
Zudem wurde dem Amtsgericht Maulbronn die Führung der Grundbücher in den Bezirken der dem Landgericht Karlsruhe unterstellten Amtsgerichte zugewiesen, § 5b BW ZuVOJu.
Das mit drei Richtern besetzte Amtsgericht wird von Direktor Bernd Lindner geleitet.

## Übergeordnete Gerichte
Dem Amtsgericht Maulbronn sind im Instanzenzug das Landgericht Karlsruhe und das Oberlandesgericht Karlsruhe übergeordnet.